# Söderköpings kontrakt
Söderköpings kontrakt, före 2008 benämnt Vikbolandets och Hammarkinds kontrakt, var ett kontrakt i Linköpings stift inom Svenska kyrkan. Kontraktet upplöstes 1 januari 2017 då församlingarna med undantag av Åtvids församling uppgick i Kustbygdens kontrakt. Åtvids församling överfördes till Östgötabygdens kontrakt.
Kontraktskoden var 0209.

## Administrativ historik
Kontraktet bildades 1962 av
från hela Hammarkinds kontrakt
- S:t Laurentii församling som före 1953 benämndes Söderköpings församling uppgick 2005 i en återbildad Söderköpings församling som 2010 uppgick i Söderköping S:t Anna församling
- Skönberga församling som 2005 uppgick i en återbildad Söderköpings församling som 2010 uppgick i Söderköping S:t Anna församling
- Mogata församling som 2002 uppgick i S:t Anna församling som 2010 uppgick i Söderköping S:t Anna församling
- Skällviks församling som 2002 uppgick i S:t Anna församling som 2010 uppgick i Söderköping S:t Anna församling
- Börrums församling som 2002 uppgick i S:t Anna församling som 2010 uppgick i Söderköping S:t Anna församling
- S:t Anna församling som 2010 uppgick i Söderköping S:t Anna församling
- Gryts församling som 2010 uppgick i Valdemarsviks församling
- Ringarums församling
- Valdemarsviks församling bildad 1919
- Drothems församling som 2005 uppgick i en återbildad Söderköpings församling som 2010 uppgick i Söderköping S:t Anna församling
- Västra Husby församling som förenades 1919 med Gårdeby församling 1919 i ett pastorat, som under en tid delades mellan Skärkinds kontrakt och Hammarkinds, innan det slutligen tillfördes Skärkind i sin helhet 1932 (1940).

från hela Vikbolands kontrakt
- Östra Stenby församling som 2008 uppgick i Västra Vikbolandets församling
- Konungsunds församling som 2008 uppgick i Västra Vikbolandets församling
- Östra Husby församling
- Häradshammars församling som 2010 uppgick i Östra Husby församling
- Jonsbergs församling
- Östra Ny församling som 2010 uppgick i Jonsbergs församling
- Rönö församling som 2010 uppgick i Jonsbergs församling
- Kuddby församling som 2008 uppgick i Västra Vikbolandets församling
- Å församling som 2008 uppgick i Västra Vikbolandets församling
- Tåby församling som 2008 uppgick i Västra Vikbolandets församling

från del av Norrköpings kontrakt
- Furingstads församling som 2008 uppgick i Västra Vikbolandets församling
- Dagsbergs församling som 2008 uppgick i Västra Vikbolandets församling

1992 tillfördes från det då upplösta Bankekinds och Skärkinds kontrakt
- Östra Ryds församling
- Västra Husby församling som 2011 uppgick i Östra Ryds församling
- Gårdeby församling som 2011 uppgick i Östra Ryds församling

2001 tillfördes från Norra Tjusts kontrakt
- Tryserum församling som 2010 uppgick i Valdemarsviks församling
- Östra Eds församling som 2010 uppgick i Valdemarsviks församling

2008 tillfördes från det då upplösta Kinds och Åtvids kontrakt
- Åtvids församling
- Grebo-Värna församling som 2010 uppgick i Åtvids församling
- Björsäter-Yxnerums församling som 2010 uppgick i Åtvids församling
- Hannäs församling som 2010 uppgick i Åtvids församling
- Gärdserums församling som 2010 uppgick i Åtvids församling

## Kontraktsprostar
| Ämbetstid | Namn              | Levnadstid | Övrigt                                 |
| --------- | ----------------- | ---------- | -------------------------------------- |
| 1962–1964 | Erik Grahm        | 1904–1993  | Kyrkoherde i Östra Husby församling.   |
| 1969–1978 | Carl Olof Herrman | 1920–2013  | Kyrkoherde i Kuddby församling.        |
| 1979–1984 | Gunnar Wärendh    | 1928–      | Kyrkoherde i Valdemarsviks församling. |